# 美洲雀
美洲雀（学名：Spiza americana），是雀形目主红雀科的一种鸟类，属于单型的美洲雀属（学名：Spiza）。

## 特征
美洲雀体重约26.18克，翼长约77.9毫米，喙宽度约5.5毫米，喙厚度约7.5毫米，嘴峰长约15.1毫米，跗蹠长约22.3毫米，尾长约56.1毫米。
美洲雀是候鸟，栖息在草地，它们是杂食性动物。它们在北美洲东部繁殖；在墨西哥南部至南美洲北部越冬。